# Seosko gospodarstvo
Seosko gospodarstvo sastoji se od nastambe, obično farmerske kuće i pratećim gospodarskim građevinama i zemljištem. 
U starom Rimu tome je odgovarala villa rustica, a u Hrvatskoj majur odnosno salaš.
U anglosaksonskim zemljama za to postoji pojam homesteada kojim se to seosko gospodarstvo odnosilo na zemljište koje je doseljenik ili (bespravni, ilegalni) zaposjedatelj kuće koje je potraživao sebi prema Gospodarskom zakonu iz 1862. (Homestead Act, SAD) ili Zakon o dominionskim zemljama (Dominion Lands Act, Kanada). 
Seosko gospodarstvo u tom smislu može biti ranč, postaja (station) ili velika poljodjelska operacija neke druge oznake. U staroengleskom izraz se primjenjivao radi označavanja naselja, a u Južnoj Africi homesteadom označava se nakupinu nekoliko kuća u kojima stanuje jedna proširena obitelj.